# هارمونیکس
هارمونیکس (انگلیسی: Harmonix) شرکت بازی ویدئویی آمریکایی است، که در سال ۱۹۹۵ تأسیس شد.